# Jocks kapell
Jocks kapell är ett kapell i Jockfall. Den tillhör Överkalix församling i Luleå stift.

## Kyrkobyggnaden
Kapellet av trä uppfördes 1946 efter ritningar av Fritz Johansson. Byggnaden har fasader klädda med vitmålad stående träpanel och täcks av ett valmat sadeltak, belagt med lertegel. Entrén placerad på ena långsidan.
Kyrkorummet är indelat i tre skepp där mittskeppet har tunnvalv medan sidoskeppen har plana tak. Väggar och tak är klädda med vitmålad masonit. Golvet är täckt med brädor.
Intill kapellet står en pyramidformad klockstapel som är byggd ovanpå en träpanelad bod. Stapeln är uppförd senare än kapellet. Nuvarande kyrkklocka kommer från Lansjärv.

## Inventarier
Ett träkrucifix är tillverkat och skänkt av Kurt Raab.